# مجموعة المناصير
مجموعة المناصير، هي شركة قابضة تأسست في عام 1999 في الأردن على يد رجل الأعمال زياد المناصير، الذي يشغل حاليًا منصب رئيس مجلس إدارتها. تنشط المجموعة بشكل رئيسي في الأردن، ولها كذلك حضور في الضفة الغربية. تضم المجموعة 16 شركة تابعة تعمل في قطاعات متنوعة، من بينها: البنية التحتية، الطاقة، الحلول التجارية والتقنية، المنتجات والخدمات الاستهلاكية، الصناعات الكيميائية.

## مجموعة شركات زياد المناصير
تتكون مجموعة شركات زياد المناصير في الأردن من 24 شركة ما بين مساهمة عامة وذات مسؤولية محدودة وهي :
- مجموعة المناصير للاستثمارات الصناعية والتجارية.
- الشركة الأردنية الحديثة للتجارة الدولية.
- الشركة الأردنية الحديثة لتكنولوجيا المعلومات.
- الشركة الأردنية الحديثة للصناعات الغذائية.
- الشركة الأردنية الحديثة المتقدمة للصناعات الكيماوية.
- شركة آفاق للطاقة.
- الشركة الأردنية الحديثة لخدمات الزيوت والمحروقات.
- الشركة الأردنية الحديثة للاستيراد والتصدير.
- الشركة الأردنية الحديثة لتجارة المواد التموينية.
- شركة آفاق للاستثمار والتطوير العقاري القابضة.
- الشركة الأردنية الحديثة للباطون والجاهز.
- الشركة المتقدمة لخدمات النقل والشحن البري.
- شركة الرؤى للصيانة وقطع الغيار.
- شركة البنيان لصناعة المنتجات الاسمنتية والخرسانية.
- شركة العاديات السربعة لتجارة الآليات.
- الشركة المتطورة للكسارات.
- الشركة الحديثة للاسمنت والتعدين.
- الشركة المتحدة لصناعة الحديد والصلب.
- الشركة الأردنية الحديثة لسكراب الحديد.
- شركة السادة للإسكان.
- الشركة الأردنية الحديثة للتعدين.
- شركة الخطوط المعمارية للإسكان.
- شركة المناصير للخدمات التجارية.
- شركة إنجاز للتنمية والمشاريع المتعددة.
- محطة المناصير لتوليد الكهرباء.

بالإضافة إلى الاستثمار في شركات شقيقة:
- مجموعة لومينوس ( مجموعة استثمارية تعمل في مجال التعليم والإعلام من ضمنها كلية القدس ).
- شركة أبراج العرب للمقاولات ( من أكبر شركات المقاولات في الأردن).
- شركة المتوسط والخليج للتأمين ( تأسست عام 2006 وتعمل في مختلف قطاعات التأمين ).